# 2007年の文学
2007年の文学（2007ねんのぶんがく）は、2007年（平成19年）の文学についてまとめた記事である。

## できごと
- 1月 - 谷崎潤一郎が佐藤春夫に宛てた書簡が発見される。離婚した妻への手紙もあり、「細君譲渡事件」後妻に宛てたものが見つかったのは初めて。
- 4月5日、第4回本屋大賞が発表される。佐藤多佳子の『一瞬の風になれ』が受賞した[1]。

## 特記
- 携帯電話のインターネット機能を使って小説を配信するケータイ小説がブームとなり社会現象にもなった。従来のオンライン小説（小説投稿サイト発)と同様に、10代から20代を中心としたアマチュア作家たちがブームの火付け役となり、中には大手出版社により書籍として出版されたものも数多く存在した。

## 賞

### 芥川賞・直木賞
第136回（2006年下半期）
- 芥川賞 - 青山七恵『ひとり日和』
- 直木賞 - 該当作なし

第137回（2007年上半期）
- 芥川賞 - 諏訪哲史『アサッテの人』
- 直木賞 - 松井今朝子『吉原手引草』

### その他の賞
小説
- 日本推理作家協会賞
- 野間文芸賞
- 野間文芸新人賞
- 江戸川乱歩賞
- 谷崎潤一郎賞
- 吉川英治文学賞
- 吉川英治文学新人賞
- 泉鏡花文学賞
- 三島由紀夫賞
- 山本周五郎賞
- 柴田錬三郎賞
- 伊藤整文学賞
- 本屋大賞（第4回） - 佐藤多佳子『一瞬の風になれ』

児童文学
- 野間児童文芸賞
- 赤い鳥文学賞

詩
- H氏賞

戯曲
- 岸田國士戯曲賞

評論、ノンフィクション
- 日本推理作家協会賞
- 大宅壮一ノンフィクション賞
- 伊藤整文学賞
- 小林秀雄賞（第6回） - 内田樹『私家版・ユダヤ文化論』

総合
- 早稲田大学坪内逍遙大賞 - 村上春樹[2]

### 海外の賞
- ノーベル文学賞
- ブッカー賞
- ピューリッツァー賞
- ヒューゴー賞
- ゲオルク・ビュヒナー賞

## 2007年の本

### 小説
- 青山七恵 『ひとり日和』（河出書房新社）
- 伊園旬 『ブレイクスルー・トライアル』（宝島社）
- 伊藤計劃 『虐殺器官』（早川書房）
- 大崎梢 『片耳うさぎ』（光文社）
- 小川洋子 『夜明けの縁をさ迷う人々』（角川書店）、『はじめての文学 小川洋子』（文藝春秋）
- 荻野アンナ 『蟹と彼と私』（集英社）
- 角田光代 『八日目の蝉』（中央公論新社）
- 鹿島田真希 『ピカルディーの三度』（講談社）
- 小池真理子 『望みは何と訊かれたら』（新潮社）
- 河野多惠子 『臍の緒は妙薬』（新潮社）
- 近藤史恵 『サクリファイス』（新潮社）
- 桜庭一樹 『私の男』（文藝春秋）
- 重松清 『青い鳥』（新潮社）
- 柴崎友香 『また会う日まで』（河出書房新社）
- 島本理生 『大きな熊が来る前に、おやすみ。』（新潮社）、『あなたの呼吸が止まるまで』（新潮社）、『クローバー』（角川書店）
- 諏訪哲史『アサッテの人』（講談社）
- 谷川流 『涼宮ハルヒの分裂』（角川書店）
- 三津田信三 『首無の如き祟るもの』（原書房）
- 松井今朝子 『吉原手引草』（幻冬舎）
- 松浦理英子 『犬身』（朝日新聞社）
- 宮部みゆき 『楽園』（文藝春秋）
- 山田詠美 『はじめての文学 山田詠美』（文藝春秋）
- 吉田修一 『悪人』（朝日新聞社）
- よしもとばなな 『まぼろしハワイ』（幻冬舎）
- レイモンド・チャンドラー、村上春樹訳 『ロング・グッドバイ』（早川書房）

### その他
- 内田樹 『村上春樹にご用心』（アルテスパブリッシング）
- 岸本佐知子 『ねにもつタイプ』（筑摩書房）
- 城戸久枝 『あの戦争から遠く離れて』（情報センター出版局）
- 工藤庸子 『宗教 vs. 国家――フランス<政教分離>と市民の誕生』（講談社現代新書）
- 高橋源一郎 『ニッポンの小説 百年の孤独』（文藝春秋）
- 福岡伸一 『生物と無生物のあいだ』（講談社）
- 村上春樹 『走ることについて語るときに僕の語ること』（文藝春秋）
- 村上春樹・安西水丸 『村上かるた うさぎおいしーフランス人』（文藝春秋）
- 村上春樹・和田誠 『村上ソングズ』（中央公論新社）

## 死去

### 1月 - 3月
- 1月1日 - ティリー・オルセン、アメリカの作家・社会運動家。94歳没。
- 1月30日 - シドニー・シェルダン、アメリカの小説家。数多くのサスペンス小説で大人気作家となった。89歳没。
- 1月31日 - 高橋揆一郎、北海道出身の小説家。北海道に根付いた作品を発表し、『伸予』で芥川賞。78歳没。
- 2月6日 - 渡辺和博、広島県出身の編集者・漫画家・エッセイスト。56歳没。
- 2月23日 - 池田晶子、東京都出身の哲学者・文筆家。46歳没。
- 2月25日 - 飯田龍太、日本の俳人・俳誌『雲母』主催者。86歳没
- 3月2日 - アンリ・トロワイヤ、フランスの小説家・伝記作家。95歳没。

### 4月 - 6月
- 3月25日 - 島尾ミホ、鹿児島県出身の作家。島尾敏雄の『死の棘』に登場する「妻」のモデル。87歳没。
- 4月11日 - カート・ヴォネガット、米国の小説家。代表作に『猫のゆりかご』（1963年）、『スローターハウス5』（1969年）など。84歳没。
- 5月11日 - 三好京三、岩手県出身の小説家。76歳没。
- 5月24日 - 大庭みな子、東京市出身の小説家。76歳没。

### 7月 - 9月
- 7月6日 - キャスリーン・E・ウッディウィス、米国の作家。68歳没。
- 7月13日 - 太田省吾、中華民国出身の日本の劇作家・演出家。67歳没。
- 7月30日 - 小田実、大阪府出身の作家・政治運動家。代表作に『何でも見てやろう』（1961年）。75歳没[3]。
- 8月3日 - ジョン・ガードナー、イギリスのスパイ・ミステリ作家。80歳没。
- 8月16日 - 服部まゆみ、東京都出身の小説家。58歳没。
- 8月26日 - エドワード・G・サイデンステッカー、アメリカ人の日本文学者。86歳没。
- 9月6日 - マデレイン・レングル、米国の小説家。88歳没。

### 10月 - 12月
- 10月3日 - 若桑みどり、東京府出身の美術史学者・千葉大学名誉教授。71歳没。
- 10月9日 - 三川基好、日本の翻訳家。57歳没。
- 11月10日 - ノーマン・メイラー、米国の作家。84歳没。
- 11月12日 - アイラ・レヴィン、米国の小説家。78歳没。
- 11月19日 - サボー・マグダ、ハンガリーの作家。90歳没。
- 12月22日 - ジュリアン・グラック、フランスの作家。97歳没。